# Armazio
Armazio (latino: Flavius Armatus, Harmatus, o Harmatius; greco: Ἁρμάτιος, Armatios, e Ἁρμάτος, Armatos; V secolo – 477) è stato un politico e generale romano che ricoprì la carica di magister militum  sotto gli imperatori Leone I, Basilisco e Zenone.
Armazio giocò un ruolo decisivo nella ribellione di Basilisco contro Zenone, così come nella sua successiva caduta.

## Biografia

### Origini e inizi della carriera
Armazio era nipote di Basilisco e dell'imperatrice Verina, moglie di Leone e sorella di Basilisco. Le fonti riportano il nome del figlio di Armazio, anch'egli chiamato Basilisco.
Durante la parte finale del regno di Leone Armazio, con il rango di magister militum per Thracias ("comandante militare supremo per la Tracia"), riuscì a mettere fine a una rivolta, e inviò le mani tagliate ai prigionieri traci ai ribelli. È possibile che i ribelli in questione fossero uomini del goto di Tracia Teodorico Strabone, comandante militare di Leone: in tal caso la rivolta in questione sarebbe quella iniziata da Strabone a seguito della morte di Aspare (471) e terminata prima della morte di Leone (473).

### Ascesa al trono di Basilisco

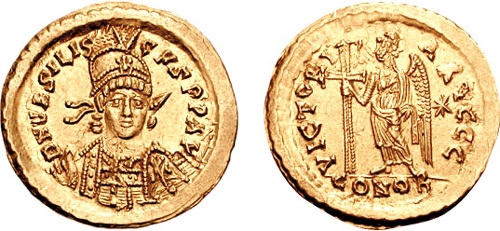
Solido coniato da Basilisco durante il suo breve regno: Armazio fu tra i sostenitori del colpo di Stato che rovesciò l'imperatore Zenone e diede a Basilisco la porpora.

Armazio sostenne il complotto che allontanò da Costantinopoli l'imperatore Zenone e permise a Basilisco di prendere il potere. Durante il breve regno di suo zio (gennaio 475-agosto 476), Armazio esercitò una grande influenza, sia sull'imperatore che su sua moglie, l'Augusta Zenonis. Alcune fonti riportano le voci di una relazione sentimentale tra Armazio e la sua imperatrice, la quale convinse Basilisco a elevare il nipote al rango supremo di magister militum praesentalis. L'imperatore concesse ad Armazio anche l'onore di condividere con lui il consolato per l'anno 476.
Le fonti tramandano che Armazio fosse una sorta di gaudente, interessato prevalentemente ai propri capelli e al proprio aspetto fisico: per tale ragione era disprezzato da Teodorico Strabone, un altro dei sostenitori di Basilisco. Quando Armazio ricevette il rango di magister militum praesentialis, che lo rendeva pari grado di Strabone, il comandante goto ritirò il proprio sostegno all'imperatore. Dopo gli onori garantitigli dallo zio imperatore, Armazio si considerò il più coraggioso degli uomini, vestendosi come Achille e organizzando delle parate attorno alla propria casa, nei pressi dell'Ippodromo di Costantinopoli. Durante le sue apparizioni in pubblico il popolo lo salutava chiamandolo "Pirro", o perché avesse una carnagione rossastra o per farsene beffe.

### Caduta di Basilisco e morte di Armazio

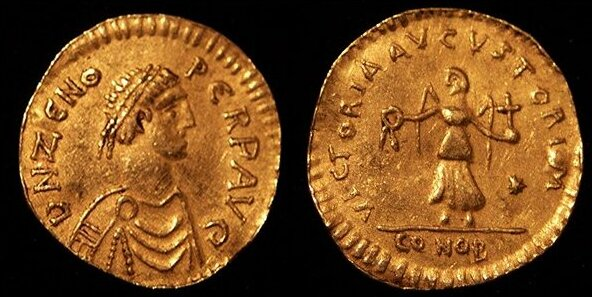
Tremisse coniato dall'imperatore Zenone dopo che ebbe riconquistato il proprio trono contro Basilisco. Armazio fu il comandante dell'esercito mandato da Basilisco a contrastare l'avanzata di Zenone, ma accettò di farsi corrompere e tradì il proprio zio.

Nell'estate del 476, Zenone si mosse a capo di un esercito dalla natia Isauria allo scopo di riconquistare il proprio trono. Dopo che i generali di Basilisco Illo e Trocundo, inviati a contrastare l'avanzata di Zenone, si fecero corrompere dall'isaurico e passarono dalla sua parte, l'imperatore raccolse tutte le truppe che gli rimanevano (le truppe di stanza in Tracia, la guarnigione di Costantinopoli e persino la guardia del palazzo imperiale) e ne mise a capo Armazio, mandandolo ad affrontare Zenone, non prima di aver legato a sé il nipote con un giuramento di fedeltà. Zenone, però, riuscì a corrompere Armazio e a trarlo dalla propria parte: in cambio, Armazio si sarebbe visto riconoscere il rango di magister militum praesentialis a vita, mentre suo figlio Basilisco sarebbe stato innalzato al rango di Cesare e proclamato erede da Zenone.
Il tradimento di Armazio permise a Zenone di entrare nella capitale, sguarnita di truppe, e di recuperare il proprio trono. L'imperatore restaurato mantenne le proprie promesse: confermò ad Armazio il rango di magister militum praesentialis (forse addirittura conferendogli il titolo di patricius) e ne nominò il figlio Basilisco Cesare a Nicea. Tuttavia Zenone cambiò idea, forse dietro istigazione di Illo, il quale avrebbe guadagnato dalla caduta di Armazio. Fu così che, nel 477, Armazio fu assassinato per ordine dell'imperatore da un proprio amico, Onulfo, un barbaro di umili condizioni che era stato accolto da Armazio, nominato prima comes e poi comandante per l'Illiria: le fonti riportano che Armazio gli prestò persino una forte somma di denaro per pagare un banchetto.
La popolazione di Costantinopoli gioì alla notizia della morte di Armazio. Zenone confiscò tutte le sue proprietà, depose Basilisco e lo fece ordinare sacerdote.

## Collegamento tra Armazio e Odoacre

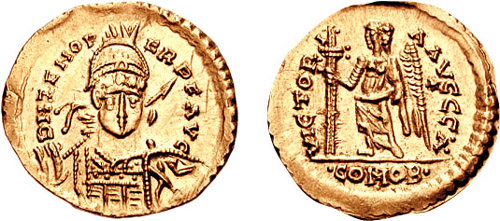
Solido coniato da Odoacre, capo degli Eruli e in seguito Re d'Italia, nel nome di Zenone.

Una recente pubblicazione di Stephan Krautschick ha introdotto una nuova ipotesi sulle origini di Armazio, proponendo una relazione tra la famiglia di Armazio e Basilisco e il capo degli Eruli e in seguito Re d'Italia Odoacre. Secondo tale ipotesi, sostenuta da diversi studiosi, Armazio era fratello di Onulfo e Odoacre, che quindi era nipote di Basilisco e Verina. Questa ipotesi è in grado di spiegare perché Armazio aiutò largamente Onulfo nella sua carriera, e che fu infatti un suo stesso fratello ad assassinarlo.
Il collegamento tra Armazio, Odoacre e Onulfo è tratto da un frammento di Giovanni di Antiochia (209.1), nel quale Onulfo è descritto come l'assassino e il fratello di Armazio. Prima dell'interpretazione di Krautschick e tuttora da alcuni studiosi che rigettano la sua ipotesi, tale brano è emendato in maniera che dica che «Odoacre fu il fratello di quell'Onulfo che assassinò Armazio»: tale emendamento rende il brano compatibile con le testimonianze degli altri storici dell'epoca, in quanto né Giovanni Malala né Malco fanno alcun riferimento al fatto che Armazio fosse stato ucciso da suo fratello o a un legame familiare tra Odoacre e Basilisco.

### Fonti primarie
- Suda, "Ἁρμάτιος (Armatios)" Archiviato il 13 gennaio 2013 in Archive.is. (2006-08-27)
- Suda, "Ἁρμάτος (Armatos)" Archiviato il 13 gennaio 2013 in Archive.is.(2006-08-27)
- Evagrio Scolastico, 3.XXIV Death of Armatus, in Historia Hecclesiae, traduzione di E. Walford, Londra, Samuel Basgster and Sons, 1846. URL consultato il 27 agosto 2006.

### Fonti secondarie
- Patrick Armory, People and Identity in Ostrogothic Italy, 489-554, Cambridge University Press, 1997,  pp. 282-283, ISBN 0-521-52635-3.
- *  Alexander Demandt, Die Spätantike: römische Geschichte von Diocletian bis Justinian 284-565 n. Chr., 1989,  p. 178.
- Krautschick, Stephan, "Zwei Aspekte des Jahres 476", Historia, 35, 1986, pp. 344–371.
- Penny MacGeorge, Late Roman Warlords, Oxford University Press, 2003,  pp. 284-285, ISBN 0-19-925244-0.
- J.R. Martindale, The Prosopography of the Later Roman Empire, Cambridge University Press, 1980,  pp. 148-149, ISBN 0-521-20159-4.